# Vlkoš (district de Hodonín)
Pour les articles homonymes, voir Vlkoš.
Vlkoš (en allemand : Wilkosch, auparavant Wlkosch) est une commune du district de Hodonín, dans la région de Moravie-du-Sud, en République tchèque. Sa population s'élevait à 1 040 habitants en 2020.

## Géographie
Vlkoš se trouve à 4 km au sud-est de Kyjov, à 16 km au nord de Hodonín, à 47 km au sud-est de Brno et à 232 km au sud-est de Prague.
La commune est limitée par Kostelec au nord, par Kelčany à l'est, par Vracov au sud-est, par Skoronice au sud-ouest et par Kyjov au nord-ouest.

## Histoire
La première mention écrite du village date de 1248.